# Тайфунник австралійський
Тайфу́нник австралійський (Pterodroma nigripennis) — вид буревісникоподібних птахів родини буревісникових (Procellariidae). Мешкає в Тихому океані.

## Опис
Австралійський тайфунник — невеликий морський птах, середня довжина якого становить 29 см, розмах крил 67 см. Голова, шия і верхня частина тіла сірі, на крилах зверху є темна М-подібна пляма, на кінці хвоста темна смуга. На обличчі навколо дзьоба світла пляма, навколо очей темні плями, щоки і горло білі. Нижня частина тіла біла, груди з боків сірі, нижня сторона крил біла з чорними краями і кінчиком та з широкою чорною смугою від згину крила до його центру.

## Поширення і екологія
Австралійські тайфунники гніздяться на островах на південному заході Тихого океану, утворюють гніздові колонії на островах Лорд-Гав, Норфолк і Нова Каледонія, на півночі і сході Північного острова у Новій Зеландії, на островах Чатем і Тонга, на островах Кука та на островах Маротірі і Рапа-Іті в архіпелазі Острал у Французькій Полінезії. Під час негніздового періоду вони широко зустрічаються в північній і східній частині Тихого океану, особливо часто трапляються між Гавайськими островами і Перу.
Довгокрилі тайфунники ведуть пелагічний спосіб життя, рідко наближуються до суходолу, за винятком гніздування. Живляться переважно кальмарами і креветками, яких вони ловлять з поверхні океану, часто в групах разом з іншими буревісниками. Гніздування на островах Кермандек і на Новій Каледонії починається в середині-наприкінці жовтня, на островах Чатем в середині-наприкінці листопада. Птахи гніздяться в норах довжиною до 1 м, яких вони риють на схилах, порослих травою. В кладці 1 яйце, інкубаційний період триває 45 днів. Пташенята покидають гніздо через 85 днів після вилуплення.

## Збереження
МСОП класифікує цей вид як такий, що не потребує особливих заходів зі збереження. За оцінками дослідників, станом на 2004 рік загальна популяція австралійських тайфунників становила від 8 до 10 мільйонів птахів. Їм може загрожувати виверження вулканів, а також хижацтво з боку інтродукованих хижаків, зокрема кішок.